# 諾貝爾文學獎得主列表

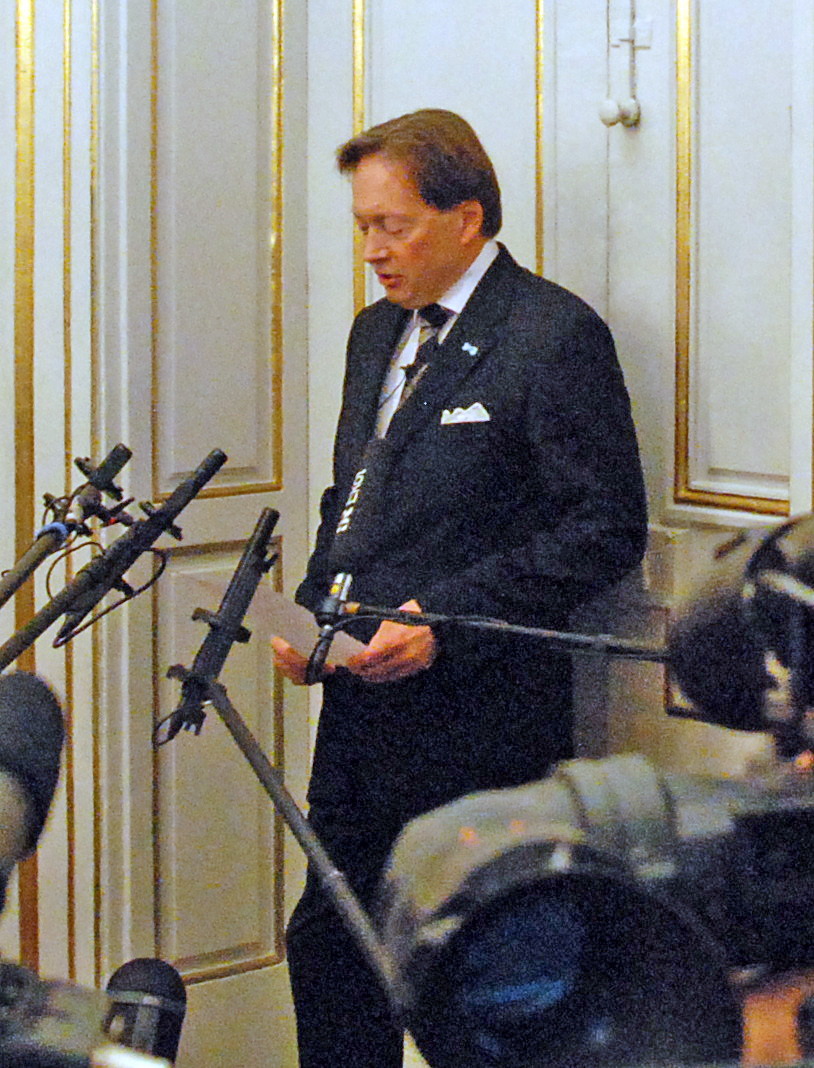
瑞典学院前任常任秘书长霍勒斯·恩达尔宣布让-马里·古斯塔夫·勒克莱齐奥赢得2008年度诺贝尔文学奖

诺贝尔文学奖（瑞典語：Nobelpriset i litteratur）是1895年按照阿尔弗雷德·诺贝尔的遗嘱设立的5个奖项之一，由瑞典学院每年颁发给在文学领域做出杰出贡献的作家。根据诺贝尔的遗愿，该奖由诺贝尔基金会管理，瑞典学院选出五人委员会来评选当年获奖者。第一届诺贝尔文学奖于1901年颁给法国诗人苏利·普吕多姆。每位获奖者都会得到一块奖牌，一份获奖证书，以及一笔不菲的奖金，奖金的数额每年会有变化。1901年普吕多姆得到的奖金为150,782瑞典克朗，相当于2007年12月的7,731,004瑞典克朗。该奖每年于12月10日，即诺贝尔逝世周年纪念日，以隆重的仪式在斯德哥尔摩颁发。
截至2024年，已经有121人获得过诺贝尔文学奖。1958年，俄罗斯出生的鮑里斯·帕斯捷爾納克面对苏联政府的压力而不得不谢绝该奖。1964年，让-保罗·萨特也像之前一直拒绝任何官方荣誉一样拒绝接受诺贝尔文学奖。共有18位女性获得过这一奖项，在所有诺贝尔奖中仅次于和平奖。
诺贝尔文学奖诞生后，只有四年将奖项同时授予了两位获奖者，分别是1904年、1917年、1966年和1974年。还有7年因各种原因而没有颁奖，分别是1914年、1918年、1935年、1940至1943年。另外還有8次是延遲一年才頒發前一年的獎項，分別是1915年、1919年、1925年、1926年、1927年、1936年、1949年和2018年。

## 得主
1901年－1909年 ·
1910年－1919年 ·
1920年－1929年 ·
1930年－1939年 ·
1940年－1949年 

1950年－1959年 ·
1960年－1969年 ·
1970年－1979年 ·
1980年－1989年 ·
1990年－1999年 

2000年－2009年 ·
2010年－2019年 ·
2020年－
| 年份           | 獲獎者 | 獲獎者                           | 國家注                              | 語言                  | 獲獎原因 | 作品类型                           |
| -------------- | ------ | -------------------------------- | ----------------------------------- | --------------------- | --- | ---------------------------------- |
| 1901年－1909年 |        |                                  |                                     |                       | |                                    |
| 1901           |        | 蘇利·普呂多姆                    | 法國                                | 法語                  | 他的詩歌作品是高尚的理想主義、完美的藝術的代表，並且罕有地結合了心靈與智慧。 | 诗歌，散文                         |
| 1902           |        | 特奧多爾·蒙森                    | 德意志帝國                          | 德語                  | 今世最偉大的纂史巨匠，此點於其不朽巨著《羅馬史》中表露無疑。 | 历史，法律                         |
| 1903           |        | 比昂斯滕·比昂松                  | 挪威                                | 挪威語                | 他以詩人鮮活的靈感和難得的赤子之心，把作品寫得雍容、華麗而又繽紛。 | 诗歌，小说，戏剧                   |
| 1904           |        | 弗雷德里克·米斯特拉爾            | 法國                                | 奧克語                | 他的詩作蘊涵之清新創造性與真正的感召力，它忠實地反映了他民族的質樸精神，加上他對普羅旺斯語言的重要研究。                                                                           | 诗歌，文字学                       |
| 1904           |        | 何塞·埃切加賴                    | 西班牙                              | 西班牙語              | 他以個人的獨特風格創作的豐富又傑出的戲劇，復興了西班牙喜劇的偉大傳統。 | 戏剧                               |
| 1905           |        | 亨利克·顯克微支                  | 波蘭                                | 波蘭語                | 由於他在歷史小說寫作上的卓越成就。 | 小说                               |
| 1906           |        | 喬祖埃·卡爾杜齊                  | 義大利王國                          | 義大利語              | 不僅是由於他精深的學識和批判性的研究，更重要是為了頌揚他詩歌傑作中的創作氣勢，清新的風格和抒情的魅力。                                                                             | 诗歌                               |
| 1907           |        | 約瑟夫·魯德亞德·吉卜林           | 英国（生於 英属印度）               | 英語                  | 這位世界名作家的作品以觀察入微、想像獨特、氣概雄渾、敘述卓越見長。 | 小说，短篇故事，诗歌               |
| 1908           |        | 魯道爾夫·歐肯                    | 德意志帝國                          | 德語                  | 他對真理的熱切追求、他對思想的貫通能力、他廣闊的觀察，以及他在無數作品中，辯解並闡釋一種理想主義的人生哲學時，所流露的熱誠與力量。                                                 | 哲学                               |
| 1909           |        | 塞爾瑪·拉格洛夫                  | 瑞典                                | 瑞典語                | 由於她作品中特有的高貴的理想主義、豐富的想像力、平易而優美的風格。 | 小说，短篇故事                     |
| 1910年－1919年 |        |                                  |                                     |                       | |                                    |
| 1910           |        | 保爾·約翰·路德維希·馮·海塞       | 德意志帝國                          | 德語                  | 表揚這位抒情詩人、戲劇家、小說家以及舉世聞名的短篇小說家，在他漫長而多產的創作生涯中，所達到的充滿理想主義精神之藝術至境。                                                         | 诗歌，戏剧，小说，短篇故事         |
| 1911           |        | 莫里斯·梅特林克                  | 比利时                              | 法語                  | 由於他在文學上多方面的表現，尤其是戲劇作品，不但想像豐富，充滿詩意的奇想，有時雖以神話的面貌出現，還是處處充滿了深刻的啟示。這種啟示奇妙地打動了讀者的心弦，並且激發了他們的想像。 | 戏剧，诗歌，散文                   |
| 1912           |        | 蓋哈特·霍普特曼                  | 德意志帝國                          | 德語                  | 欲以表揚他在戲劇藝術領域中豐碩、多樣的出色成就。 | 戏剧，小说                         |
| 1913           |        | 羅賓德拉納特·泰戈爾              | 英属印度                            | 孟加拉語              | 由於他那至為敏銳、清新與優美的詩；這詩出之於高超技巧，並由於他自己用英文表達出來，使他那充滿詩意的思想業已成為西方文學的一部分。                                                   | 诗歌，小说，戏剧，短篇故事，音乐   |
| 1914           | 未頒獎 | 未頒獎                           | 未頒獎                              | 未頒獎                | 未頒獎 | 未頒獎                             |
| 1915           |        | 羅曼·羅蘭                        | 法國                                | 法語                  | 文學作品中的高尚理想和他在描繪各種不同類型人物時所具有的同情和對真理的熱愛。 | 小说                               |
| 1916           |        | 魏爾納·海頓斯坦姆                | 瑞典                                | 瑞典語                | 褒獎他在瑞典文學新紀元中所佔之重要代表地位。 | 诗歌，小说                         |
| 1917           |        | 卡爾·阿道夫·蓋勒魯普             | 丹麦                                | 丹麥語                | 因為他多樣而豐富的詩作——它們蘊含了高超的理想。 | 诗歌                               |
| 1917           |        | 亨利克·蓬托皮丹                  | 丹麦                                | 丹麥語                | 由於他對當前丹麥生活的忠實描繪。 | 小说                               |
| 1918           | 未頒獎 | 未頒獎                           | 未頒獎                              | 未頒獎                | 未頒獎 | 未頒獎                             |
| 1919           |        | 卡爾·施皮特勒                    | 瑞士                                | 德語                  | 特別推崇他在史詩《奧林帕斯之春》的優異表現。 | 诗歌                               |
| 1920年－1929年 |        |                                  |                                     |                       | |                                    |
| 1920           |        | 克努特·漢姆生                    | 挪威                                | 挪威語                | 為了他劃時代的巨著《土地的成長》。 | 小说                               |
| 1921           |        | 阿納托爾·法郎士                  | 法國                                | 法語                  | 他輝煌的文學成就，乃在於他高尚的文體、憐憫的人道同情、迷人的魅力，以及一個真正法國性情所形成的特質。                                                                               | 小说，诗歌                         |
| 1922           |        | 哈辛托·貝納文特                  | 西班牙                              | 西班牙語              | 由於他以適當方式，延續了戲劇之燦爛傳統。 | 戏剧                               |
| 1923           |        | 威廉·勃特勒·葉芝                 | 愛爾蘭                              | 英語                  | 由於他那永遠充滿著靈感的詩，它們透過高度的藝術形式展現了整個民族的精神。 | 诗歌                               |
| 1924           |        | 瓦迪斯瓦夫·雷蒙特                | 波蘭                                | 波蘭語                | 我們頒獎給他，是因為他的民族史詩《農夫們》寫得很出色。 | 小说                               |
| 1925           |        | 蕭伯納                           | 英国（生于 愛爾蘭）                 | 英語                  | 由於他那些充滿理想主義及人情味的作品——它們那種激動性諷刺，常涵蘊著一種高度的詩意美。                                                                                               | 戏剧，文学批评                     |
| 1926           |        | 格拉齊亞·黛萊達                  | 義大利王國                          | 義大利語              | 為了表揚她由理想主義所激發的作品，以渾柔的透徹描繪了她所生長的島嶼上的生活；在洞察人類一般問題上，表現的深度與憐憫。                                                               | 诗歌，小说                         |
| 1927           |        | 亨利·柏格森                      | 法國                                | 法語                  | 因為他那豐富的且充滿生命力的思想，以及所表現出來的光輝燦爛的技巧。 | 哲学                               |
| 1928           |        | 西格里德·溫塞特                  | 挪威（生于 丹麦）                   | 挪威語                | 主要是由於她對中世紀北國生活之有力描繪。 | 小说                               |
| 1929           |        | 托馬斯·曼                        | 德国                                | 德語                  | 由於他那在當代文學中具有日益鞏固的經典地位的偉大小說《布登勃洛克一家》。 | 小说，短篇故事，散文               |
| 1930年－1939年 |        |                                  |                                     |                       | |                                    |
| 1930           |        | 辛克萊·劉易斯                    | 美国                                | 英語                  | 由於他充沛有力、切身和動人的敘述藝術，和他以機智幽默去開創新風格的才華。 | 小说，短篇故事，戏剧               |
| 1931           |        | 埃利克·阿克塞爾·卡爾費爾特       | 瑞典                                | 瑞典語                | 由於他在詩作的藝術價值上，從沒有人懷疑過。 | 诗歌                               |
| 1932           |        | 約翰·高爾斯華綏                  | 英国                                | 英語                  | 為其描述的卓越藝術——這種藝術在《福爾賽世家》中達到高峰。 | 小说                               |
| 1933           |        | 伊凡·亞歷克塞維奇·蒲寧           | 法國（生于 俄罗斯帝国）             | 俄語                  | 由於他嚴謹的藝術才能，使俄羅斯古典傳統在散文中得到繼承。 | 短篇故事，诗歌，小说               |
| 1934           |        | 路伊吉·皮蘭德婁                  | 義大利王國                          | 義大利語              | 他果敢而靈巧地復興了戲劇藝術和舞台藝術。 | 戏剧，小说，短篇故事               |
| 1935           | 未頒獎 | 未頒獎                           | 未頒獎                              | 未頒獎                | 未頒獎 | 未頒獎                             |
| 1936           |        | 尤金·奧尼爾                      | 美国                                | 英語                  | 由於他劇作中所表現的力量、熱忱與深摯的感情——它們完全符合悲劇的原始概念。 | 戏剧                               |
| 1937           |        | 羅傑·馬丁·杜·加爾                | 法國                                | 法語                  | 由於在他的長篇小說《蒂伯一家》中表現出來的藝術魅力和真實性。這是對人類生活面貌的基本反映。                                                                                         | 小说                               |
| 1938           |        | 賽珍珠                           | 美国                                | 英語                  | 她對於中國農民生活的豐富和真正史詩氣概的描述，以及她自傳性的傑作。 | 小说，传记                         |
| 1939           |        | 弗蘭斯·埃米爾·西蘭帕             | 芬兰                                | 芬蘭語                | 由於他在描繪兩樣互相影響的東西——他祖國的本質，以及該國農民的生活時——所表現的深刻瞭解與細膩藝術。                                                                                   | 小说                               |
| 1940年－1949年 |        |                                  |                                     |                       | |                                    |
| 1940           | 未頒獎 | 未頒獎                           | 未頒獎                              | 未頒獎                | 未頒獎 | 未頒獎                             |
| 1941           | 未頒獎 | 未頒獎                           | 未頒獎                              | 未頒獎                | 未頒獎 | 未頒獎                             |
| 1942           | 未頒獎 | 未頒獎                           | 未頒獎                              | 未頒獎                | 未頒獎 | 未頒獎                             |
| 1943           | 未頒獎 | 未頒獎                           | 未頒獎                              | 未頒獎                | 未頒獎 | 未頒獎                             |
| 1944           |        | 約翰內斯·威廉·延森               | 丹麦                                | 丹麥語                | 由於藉著豐富有力的詩意想像，將胸襟廣博的求知心和大膽的、清新的創造性風格結合起來。                                                                                                 | 诗歌                               |
| 1945           |        | 加夫列拉·米斯特拉爾              | 智利                                | 西班牙語              | 她那由強烈感情孕育而成的抒情詩，已經使得她的名字成為整個拉丁美洲世界渴求理想的象徵。                                                                                               | 诗歌                               |
| 1946           |        | 赫爾曼·黑塞                      | 瑞士（生于 德意志帝國）             | 德語                  | 他那些靈思盎然的作品——它們一方面具有高度的創意和深刻的洞見，一方面象徵古典的人道理想與高尚的風格。                                                                                 | 小说，诗歌                         |
| 1947           |        | 安德烈·紀德                      | 法國                                | 法語                  | 為了他廣泛的與有藝術質地的著作，在這些著作中，他以無所畏懼的對真理的熱愛，並以敏銳的心理學洞察力，呈現了人性的種種問題與處境。                                                     | 小说，散文                         |
| 1948           |        | 托馬斯·斯特恩斯·艾略特           | 英国（生于 美国）                   | 英語                  | 對於現代詩之先鋒性的卓越貢獻。 | 诗歌                               |
| 1949           |        | 威廉·福克納                      | 美国                                | 英語                  | 因為他對當代美國小說做出了強有力的和藝術上無與倫比的貢獻。 | 小说，短篇故事                     |
| 1950年－1959年 |        |                                  |                                     |                       | |                                    |
| 1950           |        | 伯特蘭·羅素                      | 英国                                | 英語                  | 表彰他所寫的捍衛人道主義理想和思想自由的多種多樣意義重大的作品。 | 哲学                               |
| 1951           |        | 帕爾·費比安·拉格奎斯特           | 瑞典                                | 瑞典語                | 由於他在作品中為人類面臨的永恆的疑難尋求解答所表現出的藝術活力和真正獨立的見解。                                                                                                   | 诗歌，小说，短篇故事，戏剧         |
| 1952           |        | 弗朗索瓦·莫里亞克                | 法國                                | 法語                  | 因為他在他的小說中剖析了人生的戲劇，對心靈的深刻觀察和緊湊的藝術。 | 小说，短篇故事                     |
| 1953           |        | 溫斯頓·丘吉爾                    | 英国                                | 英語                  | 由於他在描述歷史與傳記方面的造詣，同時由於他那捍衛崇高的人的價值的光輝演說。 | 历史，散文，回忆录                 |
| 1954           |        | 歐內斯特·海明威                  | 美国                                | 英語                  | 因為他精通於敘事藝術，突出地表現在其近著《老人與海》之中；同時也因為他對當代文體風格之影響。                                                                                       | 小说，短篇故事，剧本               |
| 1955           |        | 赫爾多爾·拉克斯內斯              | 冰島                                | 冰島語                | 為了他在作品中所流露的生動、史詩般的力量，使冰島原已十分優秀的敘述文學技巧更加瑰麗多姿。                                                                                           | 小说，短篇故事，戏剧，诗歌         |
| 1956           |        | 胡安·拉蒙·希梅內斯               | 波多黎各（生於 西班牙國）           | 西班牙語              | 由於他的西班牙抒情詩，成了高度精神和純粹藝術的最佳典範。 | 诗歌                               |
| 1957           |        | 阿爾貝·加繆                      | 法國                                | 法語                  | 由於他重要的著作，在這著作中他以明察而熱切的眼光照亮了我們這時代人類良心的種種問題。                                                                                               | 小说，短篇故事，戏剧，哲学，散文   |
| 1958           |        | 鮑里斯·列昂尼多維奇·帕斯捷爾納克 | 苏联                                | 俄語                  | 在當代抒情詩和俄國的史詩傳統上，他都獲得了極為重大的成就。 | 小说，诗歌，翻译                   |
| 1959           |        | 萨尔瓦托雷·夸西莫多              | 義大利                              | 義大利語              | 由於他的抒情詩，以古典的火焰表達了我們這個時代中，生命的悲劇性體驗。 | 诗歌                               |
| 1960年－1969年 |        |                                  |                                     |                       | |                                    |
| 1960           |        | 聖瓊·佩斯                        | 法國                                | 法語                  | 由於他高超的飛越與豐盈的想像，以富有远见的方式反映了我们时代的状况。 | 诗歌                               |
| 1961           |        | 伊沃·安德里奇                    | 南斯拉夫（生於 奥匈帝国）           | 塞爾維亞-克羅埃西亞語 | 由於他作品中史詩般的力量——他藉著它在祖國的歷史中追尋主題，並描繪人的命運。 | 小说，短篇故事                     |
| 1962           |        | 約翰·史坦貝克                    | 美国                                | 英語                  | 通過現實主義的、寓於想像的創作，表現出富於同情的幽默和對社會的敏感觀察。 | 小说，短篇故事，剧本               |
| 1963           |        | 喬治·塞菲裡斯                    | 希臘王國（生于 奥斯曼帝国）         | 希臘語                | 他的卓越的抒情詩作，是對希臘文化的深刻感受的產物。 | 诗歌                               |
| 1964           |        | 讓·保爾·薩特                     | 法國                                | 法語                  | 因為他那思想豐富、充滿自由氣息和探求真理精神的作品對我們時代發生了深遠影響。 | 小说，哲学，戏剧，文学批评，剧本   |
| 1965           |        | 米哈伊爾·亞歷山大羅維奇·肖洛霍夫 | 苏联                                | 俄語                  | 因其在顿河史诗中所流露的活力與藝術熱忱——他藉這兩者在那部小說裡描繪了俄羅斯民族生活之某一歷史層面。                                                                                 | 小说                               |
| 1966           |        | 薩繆爾·約瑟夫·阿格農             | 以色列（生于 奥匈帝国）             | 希伯來語              | 他的敘述技巧深刻而獨特，並從猶太民族的生命汲取主題。 | 小说，短篇故事                     |
| 1966           |        | 内莉·萨克斯                      | 瑞典（生于 德意志帝國）             | 德語                  | 因為她傑出的抒情與戲劇作品，以感人的力量闡述了以色列的命運。 | 诗歌，戏剧                         |
| 1967           |        | 米格爾·阿斯圖里亞斯              |                                     | 西班牙語              | 因為他的作品落實於自己的民族色彩和印第安傳統，而顯得鮮明生動。 | 小说，诗歌                         |
| 1968           |        | 川端康成                         | 日本                                | 日語                  | 由於他高超的敘事性作品以非凡的敏銳表現了日本人的精神特質。 | 小说，短篇故事                     |
| 1969           |        | 塞繆爾·貝克特                    | 法國（生於 愛爾蘭）                 | 英語及法語            | 他那具有奇特形式的小說和戲劇作品，使現代人從精神睏乏中得到振奮。 | 小说，戏剧，诗歌                   |
| 1970年－1979年 |        |                                  |                                     |                       | |                                    |
| 1970           |        | 亚历山大·伊萨耶维奇·索尔仁尼琴   | 苏联                                | 俄語                  | 以道德力量坚持了俄國文學不可或缺的傳統。 | 小说，纪实文学                     |
| 1971           |        | 巴勃魯·聶魯達                    | 智利                                | 西班牙語              | 用诗歌以自然力量唤醒了一个大陆的命运和梦想。 | 诗歌                               |
| 1972           |        | 海因里希·伯尔                    | 西德                                | 德語                  | 他的作品既有对其所处时代的广阔视角，又有刻画人物的敏锐技巧，为德國文學的复兴做出了贡献。                                                                                           | 小说，短篇故事                     |
| 1973           |        | 帕特里克·懷特                    | （生于 英国）                       | 英語                  | 他的史詩與心理敘述藝術將一個嶄新的大陸帶進文學中。 | 小说，短篇故事，戏剧               |
| 1974           |        | 埃溫特·約翰遜                    | 瑞典                                | 瑞典語                | 因其叙事艺术，在各个国家和时代中具有远见，并为自由服务。 | 小说                               |
| 1974           |        | 哈里·埃德蒙·馬丁遜               | 瑞典                                | 瑞典語                | 他的作品透過一滴露珠反映出整個世界。 | 诗歌，小说，戏剧                   |
| 1975           |        | 埃烏傑尼奧·蒙塔萊                | 義大利                              | 義大利語              | 他的诗歌独具特色，以高度的艺术敏感性，在不抱幻想的人生观下诠释了人类的价值。 | 诗歌                               |
| 1976           |        | 索爾·貝婁                        | 美国（生于 加拿大）                 | 英語                  | 他的作品中融合了对人类的理解和对当代文化的精妙分析。 | 小说，短篇故事                     |
| 1977           |        | 维森特·阿莱克桑德雷              | 西班牙國                            | 西班牙語              | 一种富有创造性的诗歌写作，揭示了人类在宇宙和当今社会中的处境，同时代表了两次大战之间西班牙诗歌传统的伟大复兴。                                                                     | 诗歌                               |
| 1978           |        | 艾薩克·巴什維斯·辛格             | 美国（生于 波蘭）                   | 意第緒語              | 他的充滿激情的敘事藝術植根于波蘭犹太文化传统，将人类的普遍状况娓娓道来。 | 小说，短篇故事，回忆录             |
| 1979           |        | 奧德修斯·埃裡蒂斯                | 希腊                                | 希臘語                | 他的詩，以希臘傳統為背景，用感性的力量和理性的敏銳，描绘了现代人争取自由和创造力的斗争。                                                                                           | 诗歌                               |
| 1980年－1989年 |        |                                  |                                     |                       | |                                    |
| 1980           |        | 切斯瓦夫·米沃什                  | 波蘭 · 美国                         | 波蘭語                | 以不妥協的敏銳洞察力，描述了人在激烈衝突的世界中的暴露狀態。 | 诗歌，散文                         |
| 1981           |        | 埃利亞斯·卡內蒂                  | 英国（生于 保加利亚）               | 德語                  | 作品具有寬廣的視野、豐富的思想和藝術力量。 | 小说，戏剧，回忆录，散文           |
| 1982           |        | 加夫列尔·加西亚·马尔克斯         | 哥伦比亚                            | 西班牙語              | 他的长、短篇小说中，梦幻与现实相结合，构成了一个丰富的想象世界，反映了一个大陆的生活和冲突。                                                                                       | 小说，短篇故事，剧本               |
| 1983           |        | 威廉·戈爾丁                      | 英国                                | 英語                  | 他的小說具有清晰的現實主義敘述技巧以及虛構故事的多樣性與普遍性，闡述了今日世界人類的狀況。                                                                                         | 小说，诗歌，戏剧                   |
| 1984           |        | 雅罗斯拉夫·塞弗尔特              | 捷克斯洛伐克（生于 奥匈帝国）       | 捷克語                | 他的诗歌具有清新、感性和丰富的创造性，为人类不屈不挠的精神和多才多艺提供了一个解放的形象。                                                                                         | 诗歌                               |
| 1985           |        | 克洛德·西蒙                      | 法國                                | 法語                  | 他善於把詩人和畫家的豐富想像與深刻的時間意識融為一體，對人類的生存狀況進行了深入的描寫。                                                                                           | 小说                               |
| 1986           |        | 沃萊·索因卡                      | 奈及利亞                            | 英語                  | 他以广阔的文化视角和诗意的笔调演绎了生存的戏剧。 | 戏剧，小说，诗歌                   |
| 1987           |        | 約瑟夫·布羅茨基                  | 美国（生于 苏联）                   | 俄语、英語            | 他的作品包罗万象，思想清晰，诗意浓郁。 | 诗歌，散文                         |
| 1988           |        | 納吉布·馬哈富茲                  | 埃及                                | 阿拉伯語              | 他通過大量刻畫入微的作品——时而是清晰的现实主义，时而令人回味地模糊——形成了适用于全人類的阿拉伯叙事藝術。                                                                           | 小说                               |
| 1989           |        | 卡米洛·何塞·塞拉                 | 西班牙                              | 西班牙語              | 帶有濃郁情感的豐富而精簡的描寫，對人類弱點提出了挑战性的看法。 | 小说，短篇故事                     |
| 1990年－1999年 |        |                                  |                                     |                       | |                                    |
| 1990           |        | 奧克塔維奧·帕斯                  | 墨西哥                              | 西班牙語              | 他的作品慷慨激昂，视野开阔，以感性智慧和人文情怀为特色。 | 诗歌，散文                         |
| 1991           |        | 內丁·戈迪默                      | 南非                                | 英語                  | 她通过自己壮丽的史诗写作，用诺贝尔的话说，为人类带来了巨大的福祉。 | 小说，短篇故事，散文               |
| 1992           |        | 德里克·沃爾科特                  | 圣卢西亚                            | 英語                  | 他的作品光芒四射，具有廣闊的歷史視野，是其獻身多種文化的結果。 | 诗歌                               |
| 1993           |        | 托妮·莫里森                      | 美国                                | 英語                  | 在以远见卓识和诗意寓意为特点的小说中，她赋予了美国现实的一个重要方面以生命力。 | 小说                               |
| 1994           |        | 大江健三郎                       | 日本                                | 日語                  | 以诗意的力量创造了一个想象的世界，在这个世界里，生命和神话凝结成一幅体现当今人类困境的不安图景。                                                                                   | 小说，短篇故事                     |
| 1995           |        | 谢默斯·希尼                      | 愛爾蘭（生於 英国）                 | 英語                  | 其作品具有抒情之美和伦理深度，颂扬日常奇迹和鲜活的过去。 | 诗歌                               |
| 1996           |        | 維斯拉瓦·辛波絲卡                | 波蘭                                | 波蘭語                | 由於其在詩歌藝術中警辟精妙的反諷，挖掘出了人類一點一滴的現實生活背後歷史更迭與生物演化的深意。                                                                                     | 诗歌                               |
| 1997           |        | 達里奧·福                        | 義大利                              | 義大利語              | 他效仿中世纪的弄臣，鞭挞权威，维护受压迫者的尊严。 | 戏剧                               |
| 1998           |        | 若澤·薩拉馬戈                    | 葡萄牙                              | 葡萄牙語              | 他用想象力、同情心和反讽力支撑的寓言故事，不断让我们再次领悟到难以捉摸的现实。 | 小说，戏剧，诗歌                   |
| 1999           |        | 君特·格拉斯                      | 德国                                | 德語                  | 其嬉笑怒骂的黑色寓言描绘了被遗忘的历史面貌。 | 小说，戏剧，诗歌                   |
| 2000年－2009年 |        |                                  |                                     |                       | |                                    |
| 2000           |        | 高行健                           | 法國（生於 中國）                   | 漢語                  | 其作品的普遍價值，深刻的洞察力和語言的独创性，為中文小說和藝術戲劇拉開了新的道路。                                                                                                 | 小说，戏剧，文学批评               |
| 2001           |        | 維·蘇·奈保爾                     | 英国                                | 英語                  | 在作品中将敏锐的叙事和永恒的审视结合起来，迫使我们看到被压制的历史的存在。 | 小说，散文                         |
| 2002           |        | 伊姆雷·凱爾泰斯                  | 匈牙利                              | 匈牙利语              | 其作品支持了抵抗野蛮独裁的历史的个人脆弱经历。 | 小说                               |
| 2003           |        | 约翰·马克斯维尔·库切             | 南非 ·                              | 英語                  | 以无数假面描绘了局外人被卷入意想不到的生活。 | 小说，散文，翻译                   |
| 2004           |        | 艾爾弗雷德·耶利內克              | 奥地利                              | 德語                  | 她用超凡的語言以及在小說与戏剧中表現出的声音和反声音的音樂動感，揭示了社会陈词滥调的荒谬性及其征服力。                                                                             | 小说，戏剧                         |
| 2005           |        | 哈洛·品特                        | 英国                                | 英語                  | 他的作品揭示了日常絮談中的危机，直闯压抑的密室。 | 戏剧                               |
| 2006           |        | 奧爾罕·帕穆克                    | 土耳其                              | 土耳其語              | 在追求故鄉憂鬱的旅程中，發現了文明衝突與交流的全新象徵。 | 小说，剧本，散文                   |
| 2007           |        | 多麗絲·萊辛                      | 英国（生於 伊朗）                   | 英語                  | 女性体验的史诗般的作家，用怀疑、激情和远见的力量审视了一个分裂的文明。 | 小说，戏剧，诗歌，短篇故事，回忆录 |
| 2008           |        | 讓-馬里·古斯塔夫·勒克萊齊奧      | 法國 · 模里西斯                     | 法語                  | 標誌文學新開端的作家，作品有詩意的創新，感性的痴迷，對文明主宰下的人性求索。 | 小说，短篇故事，散文，翻译         |
| 2009           |        | 赫塔·穆勒                        | 德国（生于 罗马尼亚社会主义共和国） | 德語                  | 以詩的凝煉，散文的率直，描繪失所者的處境。 | 小说，诗歌                         |
| 2010年－2019年 |        |                                  |                                     |                       | |                                    |
| 2010           |        | 马里奥·巴尔加斯·略萨             | 秘魯 · 西班牙                       | 西班牙語              | 因他对权力结构描绘，以及他那对个人反抗、反叛和失败的犀利印象。 | 小说，短篇故事，散文，戏剧         |
| 2011           |        | 托馬斯·特朗斯特羅默              | 瑞典                                | 瑞典語                | 他用凝练、透彻的意象，为我们打开通往真相的新径。 | 诗歌，翻译                         |
| 2012           |        | 莫言                             | 中华人民共和国                      | 汉语                  | 用幻觉现实主义将民间故事、历史和现代融为一体。 | 小说，短篇故事                     |
| 2013           |        | 艾麗斯·芒羅                      | 加拿大                              | 英語                  | 當代短篇小說的大師。 | 短篇小說                           |
| 2014           |        | 帕特里克·莫迪亚诺                | 法國                                | 法语                  | 用记忆的艺术唤起了最难以把握的人类命运，揭示了占领区的生活世界。 | 小说                               |
| 2015           |        | 斯維拉娜·亞歷塞維奇              | 白俄羅斯（生於 苏联）               | 俄語                  | 以她的复调写作為當代世人的苦難與英勇樹立了一座紀念碑。 | 散文、調查報導                     |
| 2016           |        |                                  | 美国                                | 英語                  | 在偉大的美國音樂傳統上創造出新的詩意表達形式。 | 詩歌、歌詞                         |
| 2017           |        | 石黑一雄                         | 英国（生於 日本）                   | 英語                  | 以具有強大情感力量的小說揭露我們與世界虚幻联系之下的深淵。 | 小說、戏剧                         |
| 2018           |        | 奧爾嘉·朵卡萩                    | 波蘭                                | 波蘭語                | 在敘事想像上充滿百科全書般的熱情，代表著一種跨越邊界的生活方式。 | 詩歌、小說、散文                   |
| 2019           |        | 彼得·漢德克                      | 奥地利                              | 德語                  | 富有語言學才能的作品探索了人類經验的边缘性及特殊性。 | 小說、劇本                         |
| 2020年－       |        |                                  |                                     |                       | |                                    |
| 2020           |        | 路易丝·格吕克                    | 美国                                | 英语                  | 以帶有樸素美感、準確無疑的詩歌語言將個人的存在普遍化。 | 诗歌、散文                         |
| 2021           |        | 阿卜杜勒-拉扎克·古爾納           | 英国 · 坦桑尼亚                     | 英語                  | 在殖民主義的影響，以及在不同文化與大陸之間的鴻溝中難民的命運下，流露出毫不妥協和富有同情心的洞察力。                                                                               | 小說                               |
| 2022           |        | 安妮·艾諾                        | 法國                                | 法语                  | 勇敢、冷靜而敏銳地揭露了個體記憶的起源、隔閡與集體壓抑。 | 自傳、日記、回憶錄                 |
| 2023           |        | 约恩·福瑟                        | 挪威                                | 挪威語（新挪威語）    | 以新穎的戲劇和散文訴說難以言表的事物。 | 戲劇、散文                         |
| 2024           |        | 韩江                             |                                     | 韩語                  | 她的语言充满诗意，直面历史创伤，揭露人类生命的脆弱。 | 小說、诗歌                         |

## 按国家排列的得主列表
从1901年到2024年的121位诺贝尔文学奖获得者来自以下国家：
| 国家         | 人数 |
| ------------ | ---- |
| 法国         | 16   |
| 美国         | 13   |
| 英国         | 11   |
| 德国         | 9    |
| 瑞典         | 8    |
| 波兰         | 6    |
| 西班牙       | 6    |
| 意大利       | 6    |
| 爱尔兰       | 4    |
| 俄罗斯/苏联  | 4    |
| 挪威         | 4    |
| 丹麦         | 3    |
| 奥地利       | 2    |
| 智利         | 2    |
| 希腊         | 2    |
| 日本         | 2    |
| 南非         | 2    |
| 瑞士         | 2    |
| 澳大利亚     | 1    |
| 白俄罗斯     | 1    |
| 比利时       | 1    |
| 保加利亚     | 1    |
| 加拿大       | 1    |
| 中国         | 1    |
| 哥伦比亚     | 1    |
| 捷克斯洛伐克 | 1    |
| 埃及         | 1    |
| 芬兰         | 1    |
| 瓜地马拉     | 1    |
| 匈牙利       | 1    |
| 爱尔兰       | 1    |
| 印度         | 1    |
| 以色列       | 1    |
| 毛里求斯     | 1    |
| 墨西哥       | 1    |
| 尼日利亚     | 1    |
| 秘鲁         | 1    |
| 葡萄牙       | 1    |
| 罗马尼亚     | 1    |
| 圣卢西亚     | 1    |
| 坦桑尼亚     | 1    |
| 土耳其       | 1    |
| 南斯拉夫     | 1    |
| 韩国         | 1    |
| 无国籍       | 1    |

## 按语言排列的得主列表
| 语种                   | 人数     |
| ---------------------- | -------- |
| 英语                   | 29 (32)1 |
| 法语                   | 16       |
| 德语                   | 14 (15)2 |
| 西班牙语               | 11       |
| 瑞典语                 | 7        |
| 意大利语               | 6        |
| 俄语                   | 6        |
| 波兰语                 | 5        |
| 丹麦语                 | 3        |
| 挪威语                 | 3        |
| 汉语                   | 2        |
| 希腊语                 | 2        |
| 日语                   | 2        |
| 阿拉伯语               | 1        |
| 孟加拉语               | 1        |
| 捷克语                 | 1        |
| 芬兰语                 | 1        |
| 希伯来语               | 1        |
| 匈牙利语               | 1        |
| 冰岛语                 | 1        |
| 普罗旺斯方言（奥克语） | 1        |
| 葡萄牙语               | 1        |
| 塞尔维亚-克罗地亚语    | 1        |
| 土耳其语               | 1        |
| 意第绪语               | 1        |
| 朝鲜语                 | 1        |

1Rabindranath Tagore（1913 年诺贝尔文学奖）用孟加拉语和英语写作，Samuel Beckett（1969 年诺贝尔文学奖）用法语和英语写作，Joseph Brodsky（1987 年诺贝尔文学奖）用俄语写诗，用英语写散文。这三位诺贝尔奖获得者分别被归类为孟加拉语、法语和俄语。
2Karl Adolph Gjellerup（1917 年诺贝尔文学奖）用丹麦语和德语写作。